# Ertlmühle
Ertlmühle ist ein Ortsteil der Gemeinde Raisting im oberbayerischen Landkreis Weilheim-Schongau.

## Geografie
Der Weiler Ertlmühle liegt unmittelbar nordwestlich von Raisting an der Rott.